# سیارک ۲۳۴۹۰
سیارک ۲۳۴۹۰ (به انگلیسی: 23490 Monikohl، نامگذاری:1991RK3) بیست و سه هزار و چهارصد و نودمین سیارک کشف شده‌است که در ۱۲ سپتامبر ۱۹۹۱ کشف شد.
قدر مطلق سیارک برابر ۲۳.۴ است.